# هيرب هندرسون
هيرب هندرسون (بالإنجليزية: Herb Henderson)‏ هو لاعب كرة قدم أمريكية أمريكي، ولد في 21 يونيو 1899 في أوبرلين في الولايات المتحدة، وتوفي في 14 يناير 1991 في أودون في الولايات المتحدة.

## وصلات خارجية
- هيرب هندرسون على موقع مرجع كرة القدم المحترفة.كوم (الإنجليزية)